# Mervyn Rose
Mervyn Gordon Rose (Coffs Harbour, 23 gennaio 1930 – Coffs Harbour, 23 luglio 2017) è stato un tennista australiano.

## Carriera
Nella sua carriera ha vinto sette titoli del Grande Slam, due vittorie nel singolare con un titolo all'Australian Open e uno al Roland Garros, quattro vittorie nel doppio maschile di cui uno in Australia insieme a Rex Hartwig, uno a Wimbledon ancora con Hartwig e due allo slam americano, uno con Vic Seixas e il secondo sempre con Hartwig e una vittoria nel doppio misto a Wimbledon insieme all'americana Darlene Hard.

Al di fuori dei tornei dello slam ha vinto anche gli Internazionali d'Italia 1958 contro Nicola Pietrangeli, la Rogers Cup 1953 e gli Internazionali di Germania, ad Amburgo, nel 1957.

È stato inserito nella International Tennis Hall of Fame nel 2001.

## Finali del Grande Slam

### Vinte (2)
| Anno | Torneo                    | Avversario in finale | Risultato          |
| 1954 | Australian Championships  | Rex Hartwig          | 6-2, 0-6, 6-4, 6-2 |
| 1958 | Internazionali di Francia | Luis Ayala           | 6-3, 6-4, 6-4      |

### Perse (1)
| Anno | Torneo                   | Avversario in finale | Risultato     |
| 1953 | Australian Championships | Ken Rosewall         | 0-6, 3-6, 4-6 |